# Список визитов Ильхама Алиева в зарубежные страны

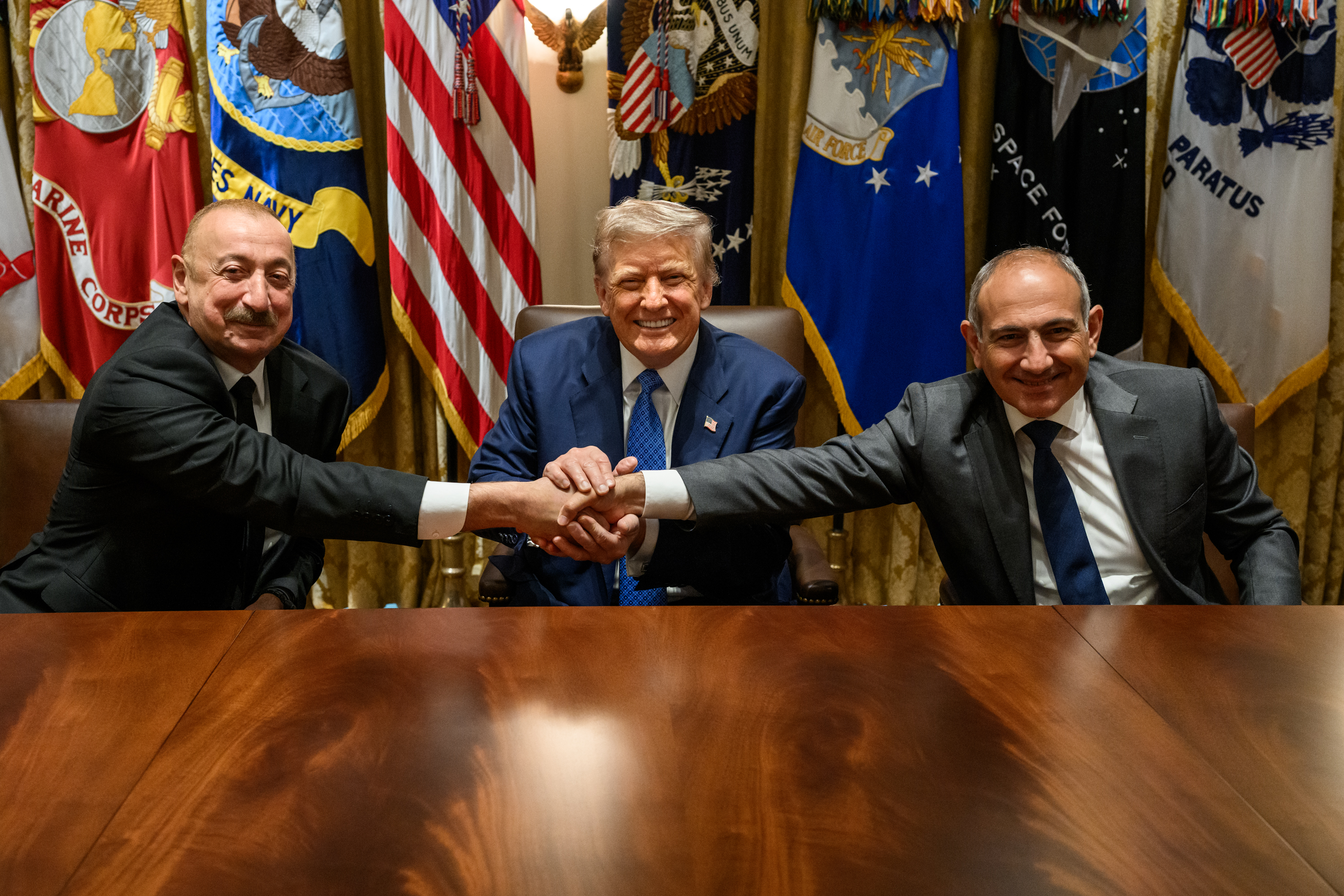
Встреча Ильхама Алиева с Дональдом Трампом и Николом Пашиняном. Вашингтон, август 2025.

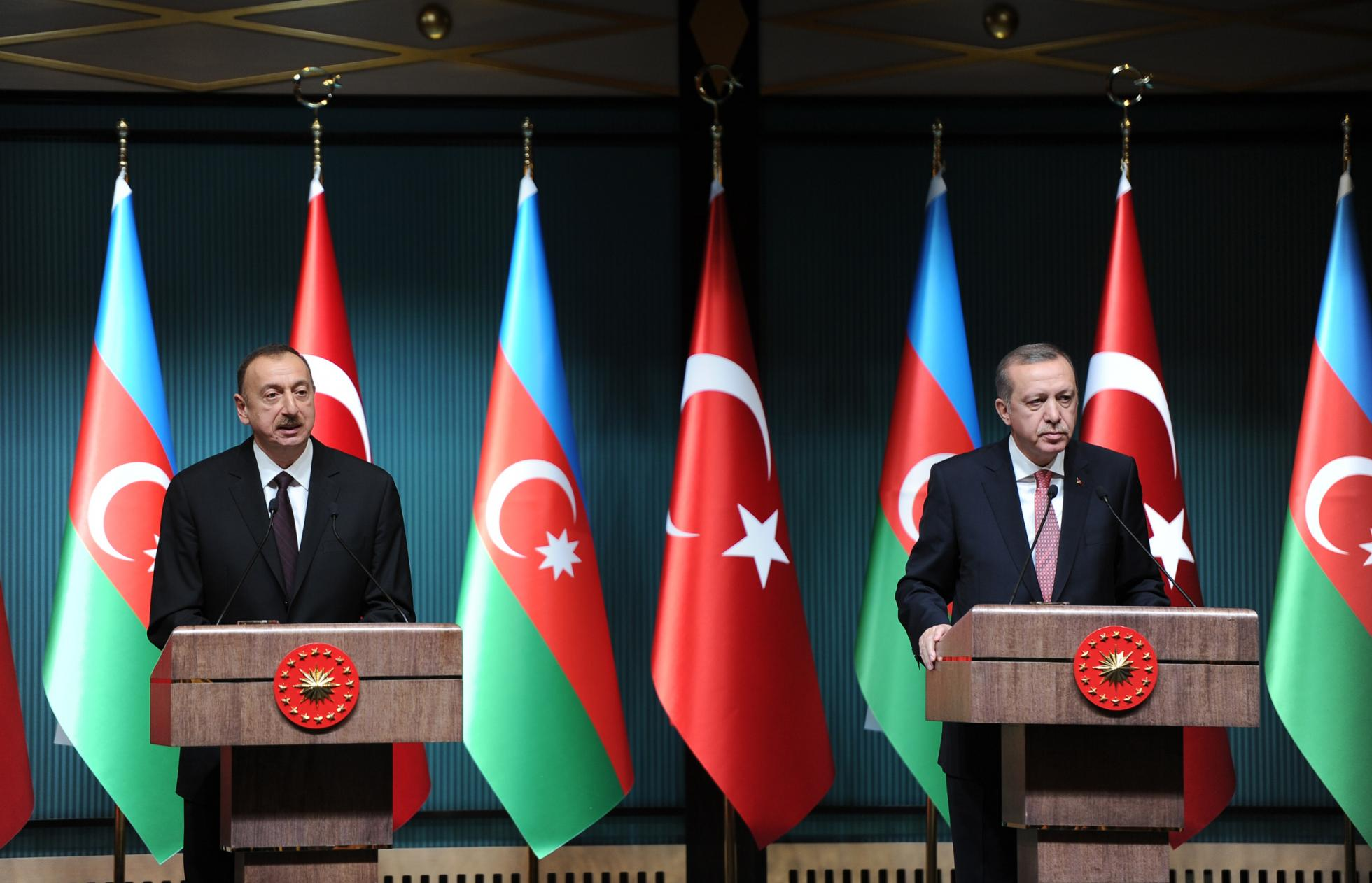
Встреча Ильхама Алиева с Реджеп Тайип Эрдоганом. Анкара, январь 2015.

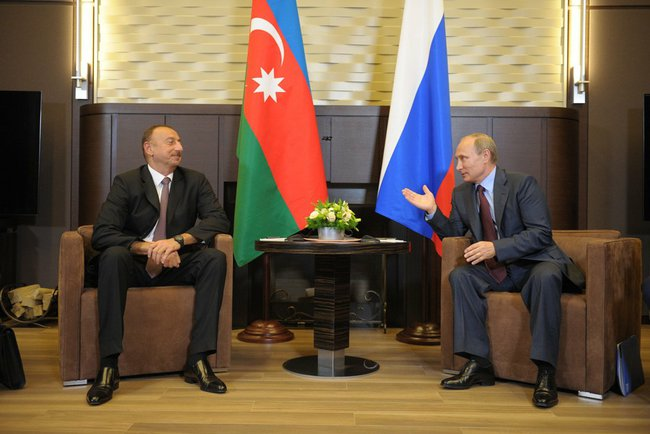
Встреча Ильхама Алиева с Владимиром Путиным. Сочи, август 2014.

Список визитов Ильхама Алиева в зарубежные страны — в статье представлен список международных официальных и рабочих поездок, совершенных Ильхамом Алиевым, четвёртым и нынешним президентом Азербайджанской Республики, в период его президентства.
Ильхам Алиев стал президентом Азербайджана в первый раз 15 октября 2003 г. (76,84 % голосов избирателей), во второй раз 15 октября 2008 г. (88,73 %), в третий раз 9 октября 2013 г. (84,54 %), в четвёртый раз 11 апреля 2018 г. (86,02 %) и в пятый раз 7 февраля 2024 г. (92,12 %).

## 1-й Президентский срок (2003—2008)

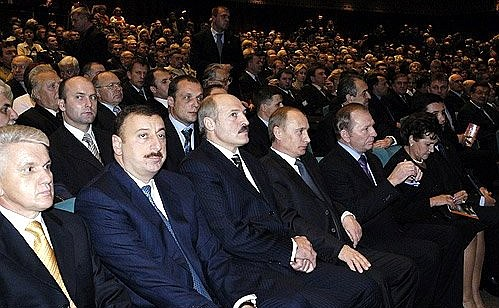
Встреча Ильхама Алиева с Александром Лукашенко и Владимиром Путиным. Киев, 2004 г.

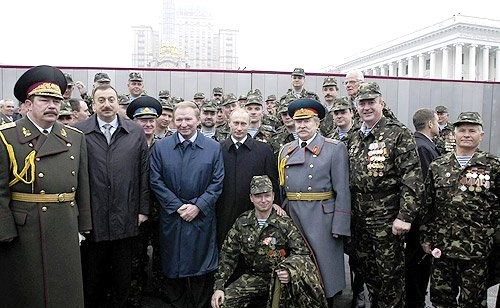
Ильхам Алиев с Леонидом Кучмой, Владимиром Путиным и ветеранами Украины.

Визиты во время 1-го Президентского срока:
| Ряд      | Дата                       | Страна                        | Город           | Цель |
| 2003 год |                            |                               |                 | |
| 1.       | 9-12 декабря 2003          | Швейцария                     | Женева          | Приглашение на Всемирный саммит по информационному обществу. Встреча один на один с Генеральным секретарем ООН Кофи Аннаном в Женеве. |
| 2004 год |                            |                               |                 | |
| 2.       | 22-23 января 2004          | Франция                       | Париж           | Визит по приглашению президента Франции Жака Ширака. |
| 3.       | 5-7 февраля 2004           | Россия                        | Москва          | Официальный визит в Россию. |
| 4.       | 1-2 марта 2004             | Казахстан                     | Астана          | Визит по приглашению Президента Казахстана Нурсултана Назарбаева, обсуждение проекта Баку-Тбилиси-Джейхан. |
| 5.       | 18-19 марта 2004           | Словакия                      | Братислава      | Развитие двустороннего сотрудничества между ЕС и Азербайджаном. |
| 6.       | 23-24 марта 2004           | Узбекистан                    | Ташкент         | Подписание 8 соглашений в сферах экономики, транспорта и военного сотрудничества. |
| 7.       | 13-15 апреля 2004          | Турция                        | Анкара          | Открытие парка Гейдара Алиева в Батикенте, Анкара. Подписание протоколов и других документов о сотрудничестве в сфере гражданской авиации и культуры. |
| 8.       | 27-28 апреля 2004          | Польша                        | Варшава         | Участие в Европейском экономическом саммите, встреча один на один с Президентом Польши Александром Квасьневским и Президентом Армении Робертом Кочаряном. |
| 9.       | 28-29 апреля 2004          | Франция                       | Стразбург       | Заседание ПАСЕ. Встреча с председателем суда по правам человека Совета Европы Луциусом Вильдхабером в Стразбурге. |
| 10.      | 17-19 мая 2004             | Бельгия                       | Брюссель        | Развитие двустороннего сотрудничества между ЕС и Азербайджаном. Церемония открытия памятника «Деде Горгуд» перед штаб-квартирой Всемирной таможенной организации (ВТО). |
| 11.      | 3-4 июня 2004              | Украина                       | Киев            | Развитие двусторонних отношений между странами. |
| 12.      | 14-15 июня 2004            | Грузия                        | Тбилиси         | Подписание документов о развитии двусторонних отношений между Азербайджаном и Грузией, встреча со спикером парламента Грузии Нино Бурджанадзе в Тбилиси. |
| 13.      | 26-29 июня 2004            | Турция                        | Стамбул         | 17-й саммит НАТО, встреча с Президентом США Джорджем Бушем. Участие в официальном приеме, организованном в честь государств, правительств и руководителей стран-членов Совета евроатлантического партнерства. |
| 14.      | 2-3 июля 2004              | Россия                        | Москва          | Развитие двусторонних отношений между странами. |
| 15.      | 12-19 августа 2004         | Греция                        | Афины           | Развитие двусторонних отношений между странами, участие в церемонии открытия XXVIII летних Олимпийских игр в Афинах. |
| 16.      | 24-26 августа 2004         | Германия                      | Берлин          | Подписание азербайджано-германских документов в резиденции канцлера Германии в Берлине. |
| 17.      | 7-9 сентября 2004          | Франция                       | Париж           | Развитие двусторонних отношений между странами, встреча с сопредседателем Минской группы ОБСЕ от Франции Анри Жаколаном |
| 18.      | 15-16 сентября 2004        | Казахстан                     | Астана          | Встреча с президентами России и Армении и сопредседателями Минской группы ОБСЕ — Юрием Мерзляковым, Стивеном Манном, Анри Жаколеном. |
| 19       | 22-24 сентября 2004        | США                           | Нью-Йорк        | Участие в 59-й сессии Генеральной Ассамблеи ООН. Встреча с президентом Джибути Исмаилом Омаром Гелле |
| 20.      | 11-12 октября 2004         | Румыния                       | Бухарест        | Подписание документов о развитии двусторонних отношений между Азербайджаном и Румынией, встреча с представителями азербайджанской диаспоры и членами Общества дружбы Румыния-Азербайджан |
| 21.      | 18-19 октября 2004         | Россия                        | Москва          | Встреча с Президентом России, участие во II съезде Всероссийского азербайджанского конгресса в Москве. |
| 22.      | 27-28 октября 2004         | Украина                       | Киев            | Участие в военном параде и торжественной церемонии по случаю 60-летия освобождения Украины от фашизма. |
| 23.      | 30 ноября — 1 декабря 2004 | Катар                         | Доха            | Подписание документов о развитии двусторонних отношений между Азербайджаном и Катаром, встреча с эмиром Катара Хамадом ибн Халиф Аль Тани. |
| 24.      | 13-14 декабря 2004         | Великобритания                | Лондон          | «Конференция по торговле и инвестициям в Азербайджане», встреча с представителем королевы Великобритании, членами дипломатического корпуса Азербайджана в Лондоне, представителями британских компаний, работающих в нашей стране и азербайджанцами, проживающими в Лондоне. |
| 2005 год |                            |                               |                 | |
| 25.      | 24-26 января 2005          | Иран                          | Тебриз          | Подписание десяти документов в направлении развития двусторонних отношений между Азербайджаном и Ираном, встреча с губернатором провинции Восточный Азербайджан Мохаммадали Субхануллахи в Тебризе. |
| 26.      | 15-16 февраля 2005         | Россия                        | Москва          | Встреча с Президентом России и церемония открытия «Года Азербайджана» в России. |
| 27.      | 24-26 февраля 2005         | Италия                        | Рим             | Встреча один на один с президентом Италии Адзелио Чампи, выступление на азербайджано-итальянском бизнес-форуме. |
| 28.      | 8-10 марта 2005            | Саудовская Аравия             | Эр-Рияд         | Развитие двусторонних отношений между странами, встреча с представителями деловых кругов в Торгово-промышленной палате королевства Саудовская Аравия. |
| 29.      | 17-19 марта 2005           | Китай                         | Пекин           | Подписание документов, охватывающих политическую, правовую, экономическую, культурную сферы, участие в азербайджано-китайском бизнес-форуме. |
| 30.      | 30-31 марта 2005           | Польша                        | Варшава         | Обзор политических, экономических и гуманитарных отношений, а также развития отношений в рамках международных структур. |
| 31.      | 8 апреля 2005              | Ватикан                       | Ватикан         | Участие на похоронах Папы Иоанна Павла II. |
| 32.      | 12-13 апреля 2005          | Пакистан                      | Исламабад       | Развитие двусторонних отношений между странами, выступление на совместной пресс-конференции с президентом Первизом Мушаррафом в Исламабаде. |
| 33.      | 21-22 апреля 2005          | Молдова                       | Кишинев         | Развитие двусторонних отношений между странами, встреча один на один с Президентом Молдовы Владимиром Ворониным. |
| 34.      | 8-9 мая 2005               | Россия                        | Москва          | Участие в параде на Красной площади по случаю Дня Победы в связи с 60-летием окончания Великой Отечественной войны. |
| 35.      | 15-17 мая 2005             | Польша                        | Варшава         | Встреча глав европейских государств, встреча с премьер-министром Турции Реджепом Тайипом Эрдоганом и президентом Армении Робертом Кочаряном. |
| 36.      | 10-12 июня 2005            | Хорватия                      | Загреб          | Подписание десяти документов по развитию двусторонних отношений между Азербайджаном и Хорватией, встреча один на один с президентом Хорватии Стипе Месичем. |
| 37.      | 13-14 июня 2005            | Россия                        | Санкт-Петербург | Участие в Петербургском международном экономическом форуме, встреча с Президентом Российской Федерации Владимиром Путиным. |
| 38.      | 16 июня 2005               | Украина                       | Киев            | Встреча с Президентом Грузии Михаилом Саакашвили, Президентом Молдовы Владимиром Ворониным, Президентом Эстонии Арнольдом Рюйтелем, Президентом Украины Виктором Ющенко. |
| 39.      | 2 августа 2005             | Саудовская Аравия             | Эр-Рияд         | Участие в церемонии прощания с королем Фахд ибн Абдул-Азиз Аль Саудом, выдающимся государственным деятелем королевства Саудовская Аравия. |
| 40.      | 26-27 августа 2005         | Татарстан                     | Казань          | Встреча глав государств СНГ в Казани. |
| 41.      | 23-24 сентября 2005        | Болгария                      | София           | Встреча с президентом Болгарии Георгием Пырвановым. |
| 42.      | 12 октября, 2005           | Грузия                        | Тбилиси         | Встреча с Президентом Грузии Михаилом Саакашвили. |
| 43.      | 6-8 декабря 2005           | Саудовская Аравия             | Мекка           | Третий внеочередной саммит Организация исламского сотрудничества, паломничество в Мекке — Умра. |
| 2006 год |                            |                               |                 | |
| 44.      | 9-12 февраля 2006          | Франция                       | Рамбуйе         | Встреча с участием президента Армении Роберта Кочаряна и сопредседателей Минской группы ОБСЕ. |
| 45.      | 7-10 марта 2006            | Япония                        | Токио           | Встреча один на один с императором Японии Акихито, председателем Японской нешнеторговой организации Осаму Ватанабэ. |
| 46.      | 25-28 апреля 2006          | США                           | Вашингтон       | Обсуждение вопросов демократии, энергетики и сотрудничества на Кавказе, а также вопросов безопасности. Встреча с членами рабочей группы Конгресса по Азербайджану Куртом Уэлдоном и Соломоном Ортисом, лидером меньшинства, представляющего Демократическую партию в Конгрессе Нэнси Пелоси, председателем сенатского подкомитета по иностранным ассигнованиям Митчем Макконнеллом и председателем комитета по международным отношениям в Конгрессе США в Вашингтоне Ричардом Лугаром. |
| 47.      | 22-23 мая, 2006            | Украина                       | Киев            | Встреча на высшем уровне глав государств стран ГУАМ |
| 48.      | 28-31 мая 2006             | Франция                       | Париж           | Участие в весенней сессии Парламентской ассамблеи НАТО, встреча с Кристофом де Моржери, президентом по разведке и добыче компании «Тотал»ş |
| 49.      | 4-5 июня 2006              | Румыния                       | Бухарест        | Участие в Черноморском форуме «За диалог и партнерство», развитие двусторонних отношений между странами. |
| 50.      | 16-17 июня 2006            | Казахстан                     | Астана          | Встреча с Президентом Казахстана Нурсултаном Назарбаевым, состоявшаяся в рамках II саммита «Консультации по взаимным действиям и мерам доверия в Азии» (AQFETM) |
| 51.      | 12-13 июня 2006            | Турция                        | Джейхан         | Торжественная церемония открытия магистрального экспортного трубопровода Баку-Тбилиси-Джейхан им. Гейдара Алиева в городе Джейхан |
| 52.      | 21-23 июля 2006            | Россия                        | Москва          | Неформальная встреча глав государств СНГ в Кремлевском дворце |
| 53.      | 27-29 августа 2006         | Словения                      | Блед            | Состоялся обмен мнениями о текущей ситуации и перспективах двусторонних экономических отношений между странами. |
| 54.      | 3-4 сентября 2006          | Турция                        | Стамбул         | Участие в церемонии открытия постоянной штаб-квартиры Молодёжного форума сотрудничества и диалога Организации Исламская Конференция. |
| 55.      | 17-19 сентября 2006        | Турция                        | Анталья         | Участие в 10-м съезде дружбы, братства и сотрудничества тюркоязычных стран и общин, участие в торжественной церемонии открытия II Международного Евразийского кинофестиваля. |
| 56.      | 22-23 сентября 2006        | Германия                      | Берлин          | Развитие двусторонних отношений между странами. |
| 57.      | 3-5 октября 2006           | Латвия                        | Рига            | Подписание латвийско-азербайджанских документов, встреча президентов Азербайджана и Латвии. |
| 58.      | 17-18 октября 2006         | Беларусь                      | Минск           | Подписание Соглашения о социально-экономическом сотрудничестве между Азербайджанской Республикой и Республикой Беларусь до 2015 года. |
| 59.      | 6-8 ноября 2006            | Бельгия                       | Брюссель        | Подписание меморандума о взаимопонимании по стратегическому партнерству по вопросам энергетики между Азербайджанской Республикой и Европейским Союзом. |
| 60.      | 8-11 ноября 2006           | Россия                        | Москва          | Встреча с Президентом Российской Федерации Владимиром Путиным и Мэром Москвы Юрием Лужковым. |
| 61.      | 8-11 ноября 2006           | Турция                        | Анталья         | VIII саммит глав государств тюркоязычных стран, подписание Антальийской декларации. |
| 62.      | 20-21 ноября 2006          | Объединённые Арабские Эмираты | Абу-Даби        | Встреча один на один с Президентом Объединённых Арабских Эмиратов Шейхом Мухаммад ибн Заид Аль Нахайяном, участие в бизнес-форуме Азербайджан-Объединённые Арабские Эмираты. |
| 63.      | 27-28 ноября 2006          | Беларусь                      | Минск           | Участие в встрече на высшем уровне глав государств-членов Содружества Независимых Государств в здании Национальной библиотеки Беларуси. |
| 2007 год |                            |                               |                 | |
| 64.      | 24-26 января 2007          | Швейцария                     | Давос           | Участие в заседании Всемирного экономического форума на тему «Энергетика-2007, новая эра нефтяной политики», встреча с исполнительным президентом Всемирного экономического форума Клаусом Швабом |
| 65.      | 29-31 января 2007          | Франция                       | Лилль           | Подписание меморандума и 7 двусторонних соглашений, награждение Президента орденом «Командор Большого креста Почётного легиона» Франции. |
| 66.      | 7 февраля 2007             | Грузия                        | Тбилиси         | Торжественная церемония открытия проспекта Гейдара Алиева в Тбилиси. |
| 67.      | 14-16 февраля 2007         | Германия                      | Берлин          | Встреча с канцлером Германии Ангела Меркель и руководителями азербайджанских обществ, действующих в Германии. |
| 68.      | 15-16 марта 2007           | Таджикистан                   | Душанбе         | Подписание Соглашения о дружбе и сотрудничестве между Азербайджаном и Республикой Таджикистан. |
| 69.      | 27-28 марта 2007           | Россия                        | Москва          | Участие в официальном приеме в честь 80-летия Мстислава Ростроповича. |
| 70.      | 23-25 апреля 2007          | Южная Корея                   | Сеул            | Подписание азербайджано-корейских документов, посещение памятника «Национальный военный мемориал». |
| 71.      | 28-29 апреля 2007          | Россия                        | Москва          | Участие на похоронах Мстислава Ростроповича. |
| 72.      | 6-7 мая 2007               | Египет                        | Каир            | Открытие нового здания посольства Азербайджана в Египте, подписание азербайджано-египетских документов. |
| 73.      | 11-12 мая 2007             | Польша                        | Краков          | Участие в совместной пресс-конференции глав государств Азербайджана, Польши, Грузии, Украины и Литвы по итогам энергетического саммита. |
| 74.      | 12 мая 2007                | Грузия                        | Тбилиси         | Церемония открытия бюста Гейдара Алиева в Тбилиси. |
| 75.      | 9-10 июня 2007             | Россия                        | Санкт-Петербург | Участие в неформальном саммите глав государств СНГ. |
| 76.      | 24-26 июня 2007            | Турция                        | Стамбул         | Участие в саммите глав государств и правительств стран-членов Организации Черноморского экономического сотрудничества. |
| 77.      | 30 июня 2007               | Россия                        | Ростов-на-Дону  | Встреча с Президентом Российской Федерации Владимиром Путиным. |
| 78.      | 29-30 июля 2007            | Иордания                      | Амман           | Подписание 15 соглашений о сотрудничестве между двумя странами. |
| 79.      | 7-8 августа 2007           | Казахстан                     | Астана          | Подписание Совместной декларации на встрече с Президентом Казахстана Нурсултаном Назарбаевым. |
| 80.      | 13-14 сентября 2007        | Литва                         | Вильнюс         | Подписание Совместной декларации о развитии партнерских отношений между Азербайджанской Республикой и Литовской Республикой, посещение мемориала погибшим в борьбе за свободу Литвы. |
| 81.      | 24-25 сентября 2007        | Румыния                       | Бухарест        | Участие в официальной церемонии открытия парка и аллеи им. Гейдара Алиева. |
| 82.      | 5 октября 2007             | Таджикистан                   | Душанбе         | Участие в заседании Совета глав государств СНГ. |
| 83.      | 10-11 октября 2007         | Литва                         | Вильнюс         | Участие глав государств стран-членов ГУАМ во встрече, посвященной 10-летию создания этой организации, в конференции по безопасности в сфере энергетики. |
| 84.      | 16 октября 2007            | Иран                          | Тегеран         | Встреча на высшем уровне глав прикаспийских государств. |
| 81.      | 17-18 ноября 2007          | Турция                        | Эдирне          | Участие в церемонии открытия газопровода Турция-Греция в Эдирне. |
| 85.      | 19-20 ноября 2007          | Франция                       | Париж           | Встреча с Президентом Франции Николя Саркози. |
| 86.      | 21 ноября 2007             | Грузия                        | Тбилиси         | Участие в церемонии закладки фундамента грузинского участка железной дороги Баку-Тбилиси-Карс в Тетри-Скароском районе |
| 2008     |                            |                               |                 | |
| 87.      | 23-25 января 2008          | Швейцария                     | Давос           | Участие в заседании Давосского экономического форума |
| 88.      | 18-19 февраля 2008         | Венгрия                       | Будапешт        | Участие в церемонии подписания венгерско-азербайджанских документов, выступление на азербайджано-венгерском бизнес-форуме. |
| 89.      | 20-24 февраля 2008         | Россия                        | Москва          | Неформальная встреча глав государств-участников СНГ в Москве. |
| 90.      | 26-27 февраля 2008         | Польша                        | Варшава         | Совместное подписание Декларации с Президентом Польши Лехом Качиньским. |
| 91.      | 2-4 апреля 2008            | Румыния                       | Бухарест        | Встречи с Президентом США Джорджем Бушем, Президентом Российской Федерации Владимиром Путиным, Президентом Турецкой Республики Абдуллой Гюлем, а также Генеральным секретарем НАТО Яп де Хоп Схеффером в рамках саммита НАТО |
| 92.      | 21-23 мая 2008             | Украина                       | Киев            | Участие в церемонии подписания азербайджано-украинских документов, посещение памятника Гейдару Алиеву, установленного в центре Киева. |
| 93.      | 28-30 мая 2008             | Финляндия                     | Хельсинки       | Встреча глав государств Азербайджана и Финляндии. |
| 94.      | 5-7 июня 2008              | Россия                        | Санкт-Петербург | Неформальная встреча глав государств стран СНГ в рамках XII Петербургского международного экономического форума, встреча с Президентом России Дмитрием Медведевым в Константиновском дворце |
| 95.      | 1 июля 2008                | Грузия                        | Батуми          | Участие в заседании Совета глав государств ГУАМ. |
| 96.      | 5-6 июля 2008              | Казахстан                     | Астана          | Участие на торжественном собрании, посвященном 10-летию города Астаны. |
| 97.      | 24 июля 2008               | Турция                        | Карс            | Церемония закладки фундамента турецкого участка железной дороги Баку-Тбилиси-Карс в городе Карс. |
| 98.      | 7-14 августа 2008          | Китай                         | Пекин           | Участие в церемонии открытия XXIX летних Олимпийских игр. |
| 99.      | 15-16 сентября 2008        | Россия                        | Москва          | Встреча один на один с Президентом Российской Федерации Дмитрием Медведевым в замке «Майендорф» |

## 2-й Президентский срок (2008—2013 гг.)
Визиты во время 2-го Президентского срока:

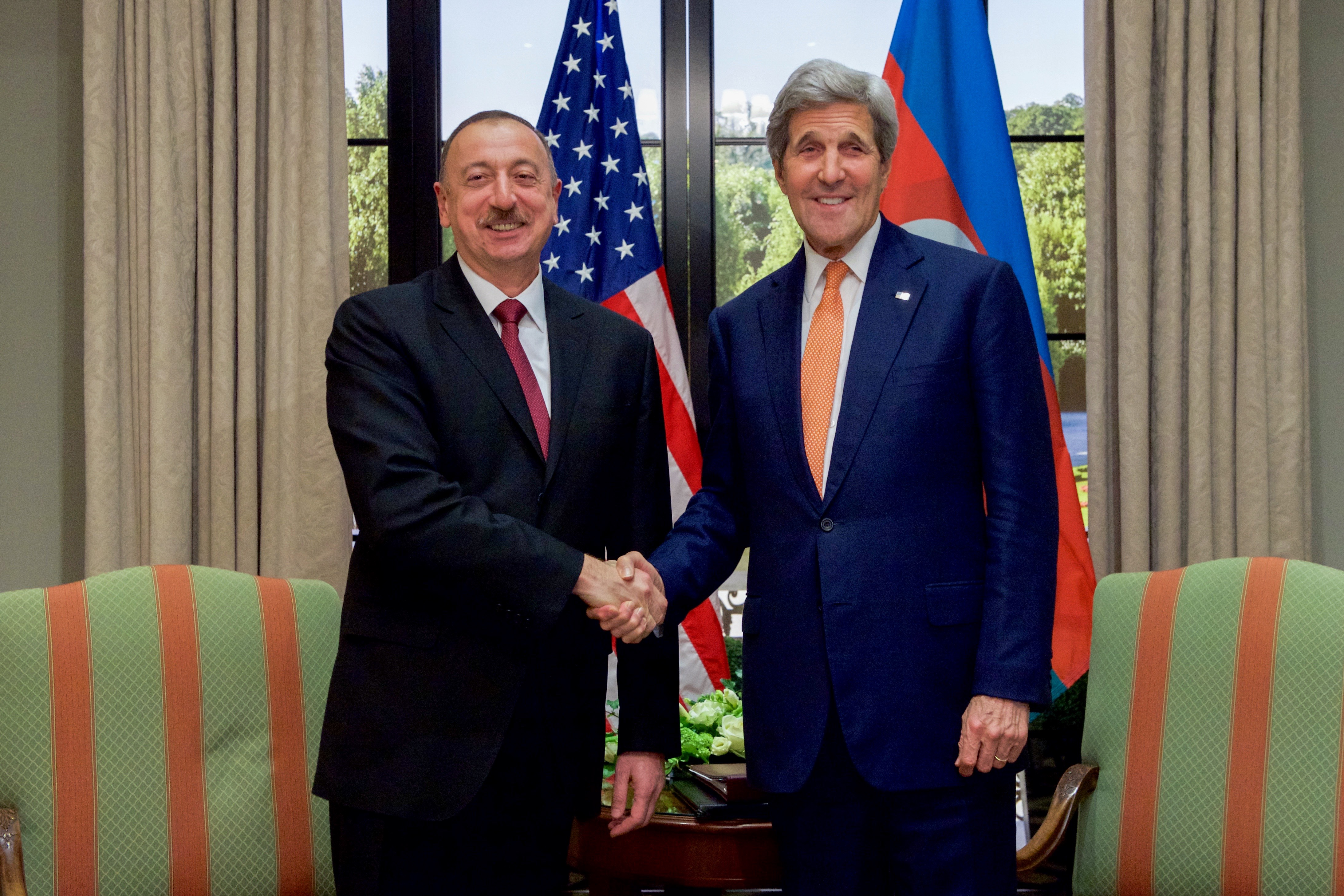
Госсекретарь США Джон Керри и Ильхам Алиев. Вена, Австрия, 2016

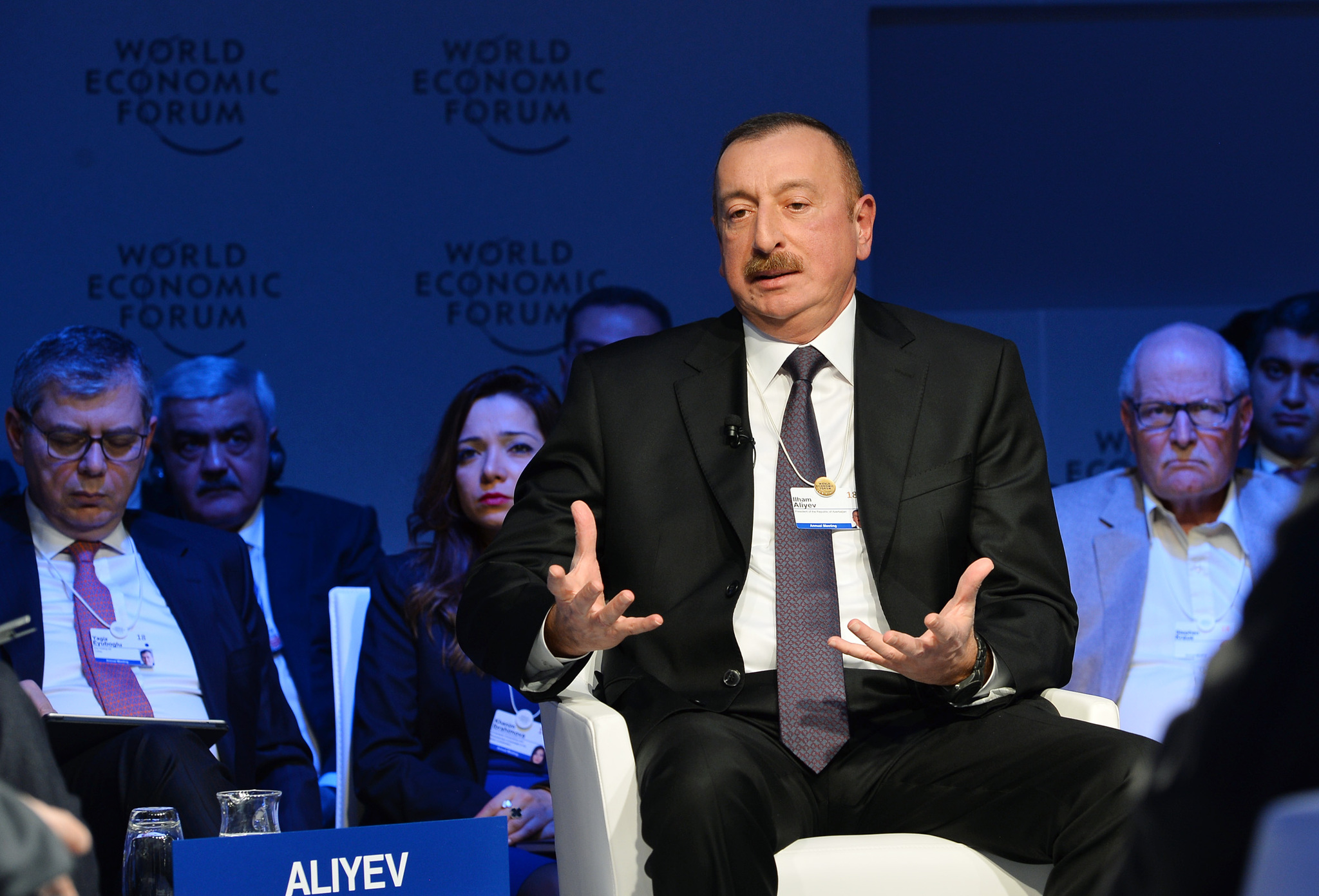
Президент Ильхам Алиев в Давосе на Всемирном экономическом форуме 2018 года.

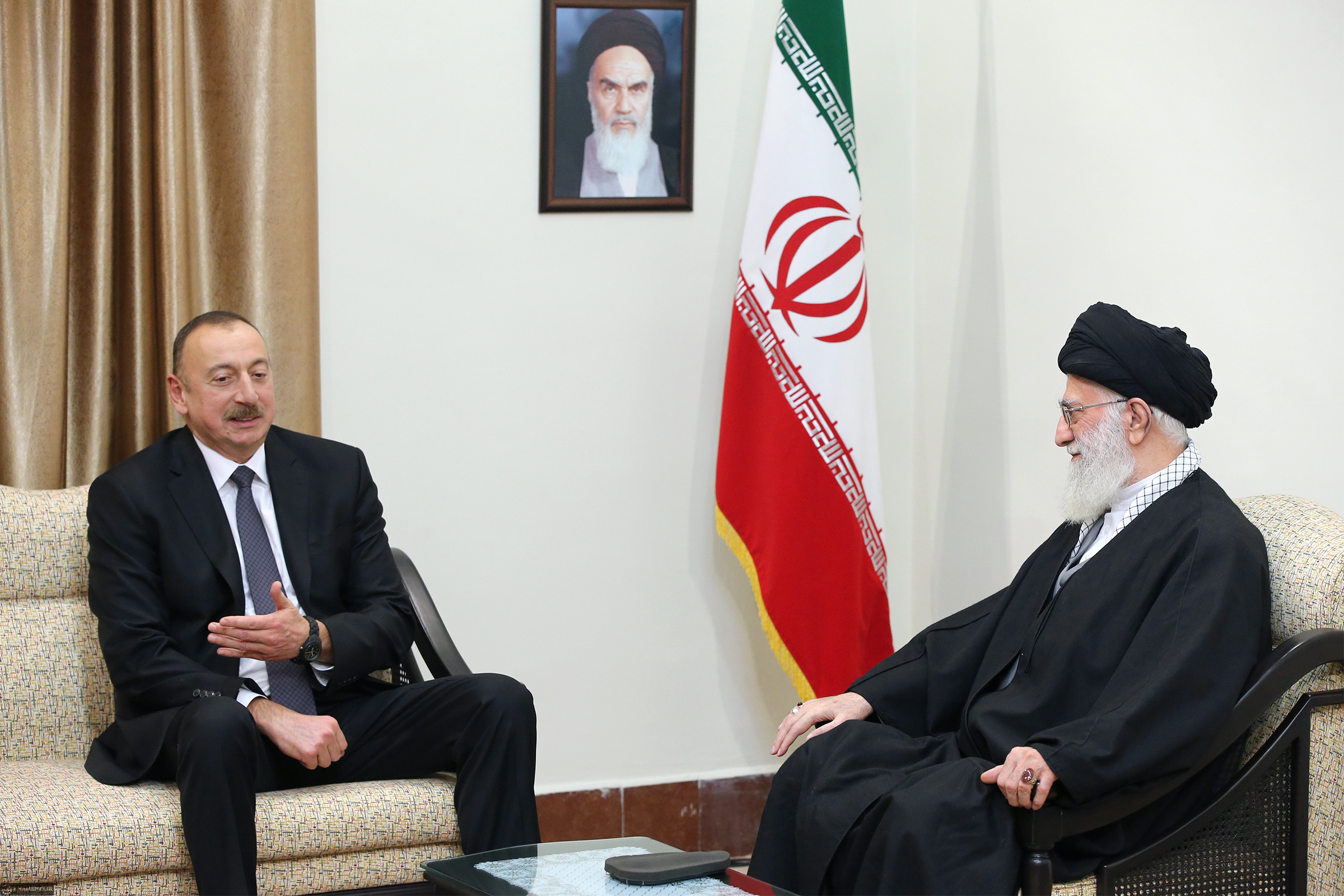
Из встречи Ильхама Алиева с Али Хаменеи. 5 марта 2017

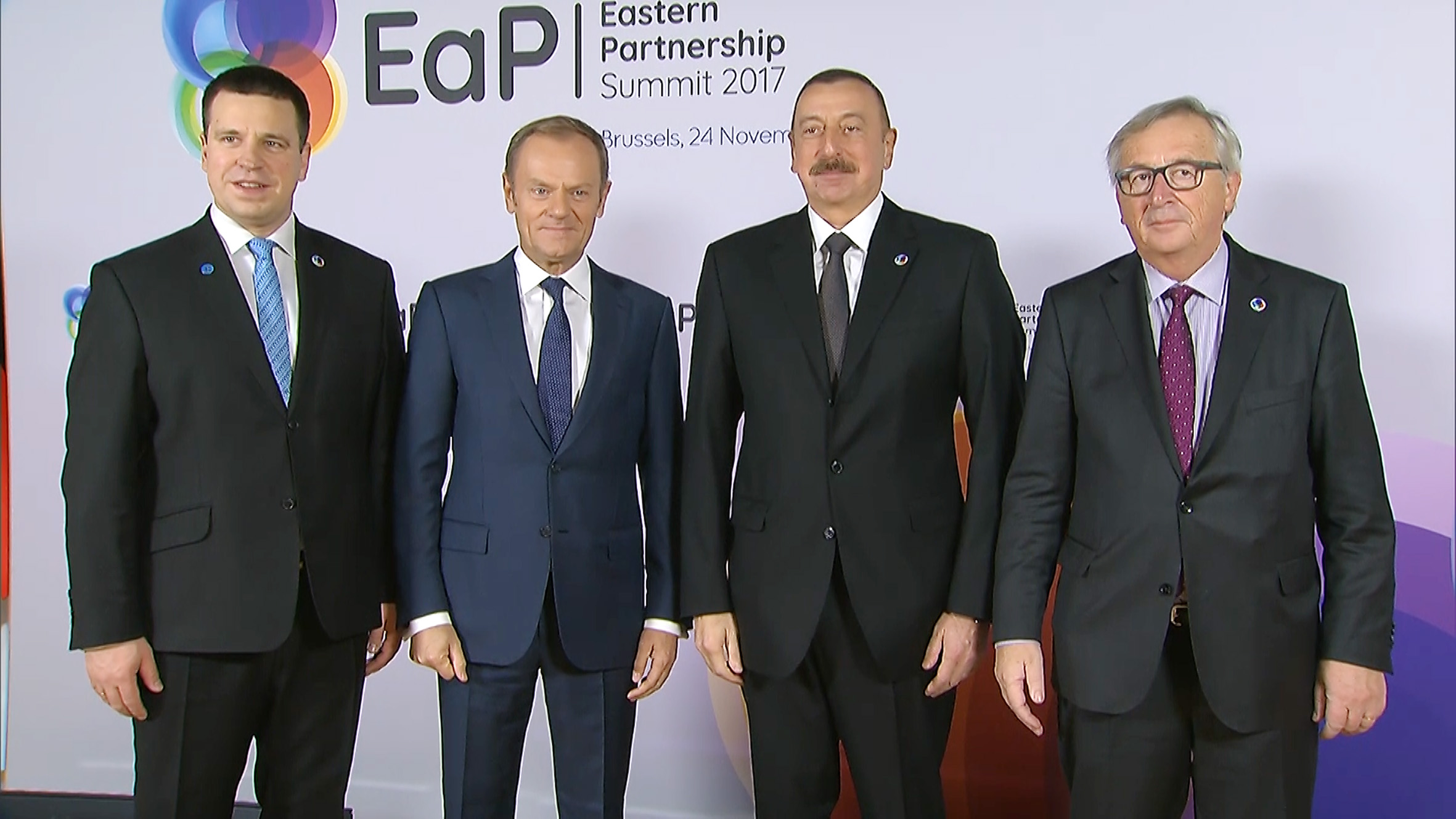
Президент Ильхам Алиев с премьер-министром Эстонии, президентом Совета Европейского Союза и президентом Европейской комиссии на саммите Восточного партнерства Европейского Союза, 2017 год

| Ряд  | Дата                       | Страна         | Город             | Цель |
| 2008 |                            |                |                   | |
| 1.   | 1-2 ноября 2008            | Россия         | Москва            | Встреча с президентом Армении Сержем Саргсяном в резиденции Президента России. |
| 2.   | 5-6 ноября 2008            | Турция         | Анкара            | Встреча один на один с Президентом Турции Абдуллах Гюлем, знакомство с парком Гейдара Алиева в Анкаре, церемония открытия улицы Гейдара Алиева, начальной школы им. Гейдара Алиева[                                                        |
| 3.   | 25-26 ноября 2008          | Италия         | Рим               | Встреча с председателем Совета министров Италии Сильвио Берлускони и председателем Палаты депутатов итальянского парламента Джанфранко Фини.                                                                                               |
| 4.   | 28 ноября 2008             | Туркменистан   | Ашхабат           | Саммит Туркменистан-Азербайджан-Турция, встреча один на один с Президентом Туркменистана Гурбангулы Бердымухамедовым. |
| 2009 |                            |                |                   | |
| 5.   | 26-27 января 2009          | Венгрия        | Будапешт          | Встреча в Президентском дворце с Президентом Венгрии Ласло Шойомом, премьер-министром Чехии Миреком Тополанеком и премьер-министром Венгрии Ференц Дьюрчаном.                                                                              |
| 6.   | 28 января-1 февраля 2009   | Швейцария      | Цюрих, Давос      | Встреча с Президентом Армении Сержем Саргсяном, участие во встрече «Нефтегазовая политика — изменение карты» в рамках Давосского экономического форума, встреча с Премьер-министром Турции Реджепом Тайипом Эрдоганом.                     |
| 7.   | 10-11 февраля, 2009        | Кувейт         | Эль-Кувейт        | Участие в церемонии подписания документов между Азербайджаном и Кувейтом. |
| 8.   | 15-17 февраля 2009         | Греция         | Афины             | Встреча с президентом Греции Каролосом Папульясом, участие в переговорах и церемонии подписания азербайджано-греческих документов. |
| 9.   | 10-11 марта 2009           | Иран           | Тегеран           | Участие в 10-м саммите Организации экономического сотрудничества в Тегеране, встреча один на один с Президентом Ирана Махмудом Ахмадинежадом.                                                                                              |
| 10.  | 16-19 апреля 2009          | Россия         | Москва            | Выступление на пресс-конференции глав государств после встречи с Президентом России Дмитрием Медведевым. |
| 11.  | 27-29 апреля 2009          | Бельгия        | Брюссель          | Выступление перед постоянными представителями и послами стран-членов НАТО в Североатлантическом совете в штаб-квартире НАТО. |
| 12.  | 6-8 мая 2009               | Чехия          | Прага             | Встреча с Президентом Чехии Вацлавом Клаусом, участие в саммите Евросоюза «Восточное партнерство». |
| 13.  | 4-5 июня 2009              | Россия         | Санкт-Петербург   | Совместная встреча с Президентом Российской Федерации Дмитрием Медведевым и Президентом Армении Сержем Саргсяном. |
| 14.  | 12-15 июля 2009            | Великобритания | Лондон            | Встреча с Елизаветой II — королевой Великобритании и Северной Ирландии. |
| 15.  | 17-18 июля 2009            | Россия         | Москва            | Встреча с президентом Армения Сержем Саргсяном. |
| 16.  | 9 сентября 2009            | Казахстан      | Актау             | Выступление на встрече с Президентом Казахстана Нурсултаном Назарбаевым, Президентом России Дмитрием Медведевым и Президентом Туркменистана Гурбангулы Бердымухамедовым.                                                                   |
| 17.  | 28-29 сентября 2009        | Румыния        | Бухарест          | Встреча один на один с президентом Румынии Траяном Бэсеску в Бухаресте. |
| 18.  | 8-9 октября 2009           | Молдова        | Кишинев           | Участие в заседании Совета глав государств СНГ. |
| 19.  | 12-13 октября 2009         | Иордания       | Амман             | Встреча с королем Иордании Абдаллой II. |
| 20.  | 18-20 октября 2009         | Швейцария      | Берн              | Участие в официальной церемонии открытия Дней культуры Азербайджана. |
| 21.  | 12-13 ноября 2009          | Беларусь       | Минск             | Встреча один на один с Президентом Республики Беларусь Александром Лукашенко. |
| 22.  | 21-23 ноября 2009          | Германия       | Мюнхен            | Встреча с Президентом Армении Сержем Саргсяном. |
| 23.  | 24 ноября 2009             | Россия Россия  | Ульяновск         | Участие в церемонии открытия площади им. Гейдара Алиева. |
| 24.  | 8-9 декабря 2009           | Франция        | Париж             | Встреча с вице-президентом и главным директором компании GDF Suez Жаном-Франсуа Сирелли в Париже и председателем Сената Франции Жераром Ларше.                                                                                             |
| 2010 |                            |                |                   | |
| 25.  | 25 января 2010             | Россия         | Сочи              | Совместная встреча с Президентом Российской Федерации Дмитрием Медведевым и Президентом Республики Армения Сержем Саргсяном. |
| 26.  | 27-28 января 2010          | Швейцария      | Давос             | Участие в саммите «Нефтегазовая геополитика: новые рубежи» в рамках сессии 40 Всемирного экономического форума «Глобальный энергетический ландшафт».                                                                                       |
| 27.  | 4-6 февраля 2010           | Германия       | Берлин, Мюнхен    | Встреча с канцлером Германии Ангелой Меркель и членами Германо-азербайджанского форума в резиденции канцлера ФРГ. |
| 28.  | 6-8 апреля 2010            | Эстония        | Таллин            | Встреча один на один с Президентом Эстонии Томасом Хендриком Ильвесом. |
| 29.  | 8-9 мая 2010               | Россия         | Москва            | Участие в торжествах, проводимых в Москве по случаю 65-летия Победы в Великой Отечественной войне 1941—1945 годов. |
| 30.  | 7-9 июня 2010              | Турция         | Стамбул           | Участие в третьем саммите Совета по взаимодействию и мерам доверия в Азии. |
| 31.  | 17 июня 2010               | Россия         | Санкт-Петербург   | Встреча с сопредседателями Минской группы ОБСЕ Робертом Браткеном (США), Бернаром Фасьеном (Франция), Игорем Поповым (Россия) и специальным представителем действующего председателя ОБСЕ Анжи Каспшики.                                   |
| 32.  | 10-11 июля 2010            | Украина        | Ялта              | Неформальная встреча глав государств стран-участниц СНГ. |
| 33.  | 15-16 сентября 2010        | Турция         | Стамбул           | Участие в 10-м саммите глав государств тюркоязычных стран. |
| 34.  | 22-24 сннтября 2010        | США            | Нью-Йорк          | Участие в 65-й сессии Генеральной Ассамблеи ООН в Нью-Йорке. |
| 35.  | 27-28 сентября 2010        | Узбекистан     | Ташкент           | Встреча один на один с Президентом Республики Узбекистан Исламом Каримовым, участие в церемонии открытия здания культурного центра им. Гейдара Алиева в посольстве Азербайджана в Узбекистане.                                             |
| 36.  | 27 октября 2010            | Россия         | Астрахань         | Участие в церемонии открытия памятника общенациональному лидеру азербайджанского народа Гейдару Алиеву в Астрахани. |
| 37.  | 27-28 октября 2010         | Украина        | Киев              | Встреча один на один с Президентом Украины Виктором Януковичем, посещение памятника Гейдара Алиева, установленного в центре Киева. |
| 38.  | 19-21 ноября 2010          | Португалия     | Лиссабон          | Участие во встрече глав государств и правительств стран, входящих в состав Международных сил содействия безопасности (ISAF) в рамках саммита НАТО.                                                                                         |
| 39.  | 30 ноября — 2 декабря 2010 | Казахстан      | Астана            | Участие в 7-м саммите ОБСЕ в Астане. |
| 40.  | 9-10 декабря 2010          | Россия         | Москва            | Участие в заседании Совета глав государств СНГ. |
| 41.  | 22-23 декабря 2010         | Турция         | Стамбул           | Участие в XI Саммите Организации экономического сотрудничества. |
| 2011 |                            |                |                   | |
| 42.  | 16-18 января 2011          | Латвия         | Рига              | Подписание азербайджано-латвийских документов, встреча один на один с президентом Латвии Валдисом Затлерсом. |
| 43.  | 26-28 января 2011          | Швейцария      | Давос             | Участие в совместной церемонии ужина Австрийской организации экономического сотрудничества и развития (ОЭСР) в рамках 41-го Всемирного экономического форума.                                                                              |
| 44.  | 5 марта 2011               | Россия         | Сочи              | Трехсторонняя встреча с Президентом Российской Федерации Дмитрием Медведевым и Президентом Республики Армения Сержем Саргсяном. |
| 45.  | 1-3 июня 2011              | Италия         | Рим               | Участие в мероприятиях, посвященных 150-летию объединения Италии, по приглашению Президента Итальянской Республики Джорджо Наполитано. |
| 46.  | 8-9 июня 2011              | Сербия         | Белград           | Подписание азербайджано-сербских документов с участием глав государств после завершения переговоров в Белграде. |
| 47.  | 9-10 июня 2011             | Словения       | Любляна           | Подписание азербайджано-словенских документов с участием глав государств после завершения переговоров. |
| 48.  | 21-23 июня 2011            | Бельгия        | Брюссель          | Участие в официальной церемонии открытия форума Кран Монтана в Брюсселе. |
| 49.  | 23-24 июня 2011            | Татарстан      | Казань            | Встреча с сопредседателями Минской группы ОБСЕ Робертом Брадтке (США), Бернаром Фасье (Франция), Игорем Поповым (Россия), а также личным представителем исполняющего обязанности председателя организации Анжи Каспшик.                    |
| 50.  | 9 августа 2011             | Россия         | Сочи              | Встреча с Президентом Российской Федерации Дмитрием Медведевым. |
| 51.  | 28-30 сентября 2011        | Польша         | Варшава           | Встреча с сопредседателями Минской группы ОБСЕ. |
| 52.  | 19-21октября, 2011         | Казахстан      | Алма-Ата          | Встреча один на один с Президентом Республики Казахстан Нурсултаном Назарбаевым. |
| 53.  | 25 октября 2011            | Турция         | Измир             | Участие в первом заседании Турецко-Азербайджанского совета стратегического сотрудничества высокого уровня с участием президента Азербайджана и премьер-министра Турции Реджепа Тайипа Эрдогана.                                            |
| 54.  | 20 декабря 2011            | Россия         | Москва            | Участие в неформальном заседании Совета глав государств СНГ. |
| 2012 |                            |                |                   | |
| 55.  | 23 января 2012             | Россия         | Сочи              | Подписание дополнительного соглашения о купле-продаже природного газа между Государственной нефтяной компанией Азербайджана (SOCAR) и российским обществом «Газпром-экспорт» в присутствии Президентов Дмитрия Медведева и Ильхама Алиева. |
| 56.  | 25-27 января 2012          | Швейцария      | Давос             | Встреча с г-жой Эвелин Видмер Шлюмф, Президентом Швейцарской Конфедерации, участие в обеде на тему «Неформальная встреча мировых экономических лидеров — определение обязательств на 2012 год».                                            |
| 57.  | 3-4 февраля 2012           | Германия       | Мюнхен            | Встреча с Министром иностранных дел Сербии Вуком Еремичем, Министром иностранных дел Финляндии Эркки Туомиоя, Государственным секретарем Соединённых Штатов Америки Хиллари Клинтон.                                                       |
| 58.  | 14-15 февраля 2012         | Бельгия        | Брюссель          | Встреча с постоянными представителями стран-членов НАТО в Североатлантическом совете НАТО. |
| 59.  | 25-27 марта 2012           | Южная Корея    | Сеул              | Участие в Саммите по ядерной безопасности. |
| 60.  | 4-6 апреля 2012            | Чехия          | Прага             | Встреча с президентом Чехии Вацлавом Клаусом, церемония подписания азербайджано-чешских документов с участием глав государств после завершения обширных переговоров.                                                                       |
| 61.  | 2-5 мая 2012               | США            | Нью-Йорк          | Выступление в Нью-Йорке Президента Азербайджана на официальном приеме, организованном по случаю 20-летия приема Азербайджанской Республики в ООН.                                                                                          |
| 62.  | 15 мая 2012                | Россия         | Москва            | Участие в неформальном заседании Совета глав государств СНГ. |
| 63.  | 19-21 мая 2012             | США            | Чикаго            | Участие в саммите НАТО. |
| 64.  | 25-26 июня 2012            | Турция         | Стамбул           | Участие в заседании 20-го юбилейного саммита Организации Черноморского экономического сотрудничества. |
| 65.  | 26-30 июля 2012            | Великобритания | Лондон            | Участие в торжественной церемонии XXX летних Олимпийских игр. |
| 66.  | 3-7 августа 2012           | Великобритания | Лондон            | Встреча с генеральным директором BP Робертом Дадли. Церемония открытия «Дня Азербайджана» в рамках XXX летних Олимпийских игр, проходящих в Лондоне.                                                                                       |
| 67.  | 28-29 августа 2012         | Беларусь       | Минск             | Участие в церемонии подписания азербайджано-белорусских документов с участием глав государств после завершения переговоров в Минске. |
| 68.  | 17-20 сентября 2012        | Франция        | Париж             | Участие в церемонии открытия Культурного центра, созданного в Париже при поддержке Фонда Гейдара Алиева и посольства Азербайджана во Франции.                                                                                              |
| 69.  | 20-21 ноября 2012          | Сингапур       | Сингапур          | Масштабная встреча с участием делегаций глав государств. |
| 2013 |                            |                |                   | |
| 70.  | 22-24 января 2013          | Швейцария      | Давос             | Участие во Всемирном экономическом форуме, выступление на сессии Всемирного экономического форума на тему «Управление нефтегазовой отраслью».                                                                                              |
| 71.  | 10-12 марта 2013           | Хорватия       | Загреб            | Подписание Загребской декларации о стратегическом партнёрстве и дружественных отношениях между Азербайджаном и Хорватией. |
| 72.  | 12-13 марта 2013           | Черногория     | Цетине, Подгорица | Встреча с Президентом Черногории Филипом Вуяновичем, церемония подписания черногорско-азербайджанских документов с участием глав государств.                                                                                               |
| 73.  | 12-14 мая 2013             | Австрия        | Вена              | Подписание главами государств «Совместной декларации о дружественных отношениях и партнерстве между Азербайджаном и Австрией» после завершения обширных переговоров.                                                                       |
| 74.  | 20-21 июня 2013            | Бельгия        | Брюссель          | Встреча с Президентом Совета Евросоюза Херманом Ван Ромпеем. |

## 3-й Президентский срок (2013—2018)
Визиты во время 3-го Президентского срока:
| Ряд  | Дата                     | Страна                        | Город           | Цель |
| 2013 |                          |                               |                 | |
| 1.   | 25 октября 2013          | Беларусь                      | Минск           | Участие в очередном заседании Совета глав государств СНГ. |
| 2.   | 11-13 ноября 2013        | Турция                        | Анкара          | Участие в третьем заседании Совета стратегического сотрудничества высокого уровня Турция-Азербайджан, состоявшемся в Анкаре, встреча с Президентом Турции Абдуллах Гюлем, знакомство с реконструированным парком Гейдара Алиева в Анкаре, подписание межправительственных документов.                                                                                            |
| 3.   | 17-18 ноября 2013        | Украина                       | Киев            | Встреча один на один с Президентом Украины Виктором Януковичем, участие в четвёртом заседании Совета президентов двух стран и церемонии награждения глав государств. |
| 4.   | 18-19 ноября 2013        | Австрия                       | Вена            | Встреча с Президентом Армении Сержем Саргсяном. |
| 5.   | 28-29 ноября 2013        | Литва                         | Вильнюс         | Участие в III Саммите Евросоюза «Восточное партнёрство», встреча с главами государств-участников, правительств и делегаций. |
| 2014 |                          |                               |                 | |
| 6.   | 14-15 января 2014        | Бельгия                       | Брюссель        | Встреча со специальным представителем Евросоюза на Южном Кавказе Филипом Лефортом и генеральным секретарем НАТО Андерс Фог Расмуссеном. |
| 7.   | 21-24 января 2014        | Швейцария                     | Давос           | Участие во Всемирном экономическом форуме в Давосе. |
| 8.   | 6-8 февраля 2014         | Россия                        | Сочи            | Участие в официальной церемонии открытия XXII зимних Олимпийских игр в Сочи. |
| 9.   | 23-25 марта 2014         | Нидерланды                    | Гаага           | Встреча с сопредседателями Минской группы ОБСЕ. |
| 10.  | 9 апреля 2014            | Иран                          | Тегеран         | Встреча один на один с Президентом Хасаном Рухани. Церемония подписания документа с участием глав государств. |
| 11.  | 23-25 апреля 2014        | Чехия                         | Прага           | Участие в очередном саммите программы «Восточное партнерство» Европейского Союза. |
| 12.  | 6 мая 2014               | Грузия                        | Тбилиси         | Участие в трехстороннем саммите президентов Азербайджана, Грузии и Турции. |
| 13.  | 18-19 мая 2014           | Вьетнам                       | Ханой           | Встреча с Президентом Вьетнама и подписание официальных документов. |
| 14.  | 19-21 мая 2014           | Китай                         | Шанхай          | Участие в IV Саммите Совета по взаимодействию и мерам доверия в Азии. |
| 15.  | 15-17 июня 2014          | Греция                        | Афины           | Встреча один на один с Президентом Греции Каролосом Папулиасом, подписание азербайджано-греческих документов с участием глав государств. |
| 16.  | 23-24 июня 2014          | Франция                       | Страсбург       | Выступление на сессии Парламентской ассамблеи Совета Европы (ПАСЕ) в Страсбурге. |
| 17.  | 13-15 июля 2014          | Италия                        | Рим             | Широкомасштабная встреча с участием делегаций Президента Азербайджанской Республики и Президента Итальянской Республики Джорджо Наполитано. |
| 18.  | 8-10 августа 2014        | Россия                        | Сочи            | Совместная встреча с Президентом Российской Федерации Владимиром Путиным и Президентом Армении Сержем Саргсяном в резиденции «Бочаров Ручей» |
| 19.  | 3-5 сентября 2014        | Великобритания                | Уэльс           | Участие в саммите НАТО |
| 20.  | 29 сентября 2014         | Россия                        | Астрахань       | Участие в IV Саммите глав государств Прикаспийских стран. |
| 21.  | 9 октября 2014           | Беларусь                      | Минск           | Участие в заседании Совета глав государств СНГ. |
| 22.  | 15-16 октября, 2014      | Таджикистан                   | Душанбе         | Встреча один на один с Президентом Республики Таджикистан Эмомали Рахмоном. |
| 23.  | 27-28 октября 2014       | Франция                       | Париж           | Встреча с Президентом Франции Франсуа Олландом в Елисейском дворце. |
| 24.  | 10-11 ноября 2014        | Венгрия                       | Будапешт        | Встреча с премьер-министром Венгрии Виктором Орбаном. |
| 2015 |                          |                               |                 | |
| 25.  | 14-15 января 2015        | Турция                        | Анкара          | Встреча с премьер-министром Турецкой Республики Ахметом Давутоглу и Президентом Турецкой Республики Реджеп Тайип Эрдоганом. |
| 26.  | 20-21 января 2015        | Германия                      | Берлин          | Встреча с членами Германо-азербайджанского форума в Берлине, депутатами от христианских демократов и христианских социалистов, социал-демократов и зеленых немецкого Бундестага, руководителями и членами действующих в Бундестаге комиссий. |
| 27.  | 21-23 января 2015        | Швейцария                     | Давос           | Участие во Всемирном экономическом форуме. |
| 28.  | 6 февраля 2015           | Германия                      | Мюнхен          | Участие в 51-й Мюнхенской конференции по безопасности. |
| 29.  | 4-5 марта 2015           | Болгария                      | София           | Встреча один на один с Президентом Болгарии Росеном Плевнелиевым. |
| 30.  | 5-6 марта 2015           | Ватикан                       | Ватикан         | Встреча с государственным секретарем Святого Престола кардиналом Пьетро Паролином в Ватикане. |
| 31.  | 17 марта 2015            | Турция                        | Карс            | Встреча с Президентом Турецкой Республики Реджеп Тайип Эрдоганом. |
| 32.  | 5 апреля 2015            | Саудовская Аравия             | Эр-Рияд         | Встреча с королем Саудовской Аравии Салманом ибн Абдул-Азиз Аль Саудом. |
| 33.  | 24 апреля 2015           | Турция                        | Чанаккале       | Участие в торжественной церемонии, организованной по случаю 100-летия битвы при Чанаккале в Турции. |
| 34.  | 8-9 мая 2015             | Россия                        | Москва          | Участие в праздновании 70-летия Победы в Великой Отечественной войне. |
| 35.  | 8-10 июля 2015           | Италия                        | Рим             | Участие в официальной церемонии презентации павильона Азербайджана в рамках «Национального дня» на Всемирной выставке «Милан Экспо 2015». |
| 36.  | 10-11 сентября 2015      | Казахстан                     | Астана          | Участие в торжественной церемонии, состоявшейся во Дворце Независимости в Астане по случаю 550-летия Казахского ханства, встреча с Президентом Республики Казахстан Нурсултаном Назарбаевым. |
| 37.  | 15-16 октября 2015       | Казахстан                     | Бурабай         | Участие в заседании Совета глав государств СНГ. |
| 38.  | 5-6 ноября 2015          | Грузия                        | Тбилиси         | Посещение парка культуры и отдыха им. Гейдара Алиева в Тбилиси, подписание совместной декларации президентов Азербайджана и Грузии. |
| 39.  | 14-16 ноября 2015        | Турция                        | Анталья         | Участие в саммите «Большой двадцатки» (G20) в Анталье. |
| 40.  | 16-18 ноября 2015        | Франция                       | Париж           | Участие в Форуме лидеров 38-й сессии Генеральной конференции ЮНЕСКО. |
| 41.  | 27-28 ноября 2015        | Беларусь                      | Минск           | Встреча один на один с Президентом Беларуси Александром Лукашенко, участие на церемонии подписания азербайджано-белорусских документов. |
| 42.  | 8-11 декабря 2015        | Китай                         | Сиань, Пекин    | Встреча с губернатором китайской провинции Шэньси Лу Цинцзяном, ознакомление с музеем Терракотовой армии (армии подземных скульптур) в Сиане. |
| 2016 |                          |                               |                 | |
| 43.  | 20-22 января 2014        | Швейцария                     | Давос           | Участие во Всемирном экономическом форуме, проходившем в Давосе. |
| 44.  | 1-2 февраля 2016         | Объединённые Арабские Эмираты | Абу-Даби        | Встреча с наследным принцем Абу-Даби, заместителем Верховного главнокомандующего Вооружённых сил Объединённых Арабских Эмиратов Шейхом Мухаммад ибн Заид Аль Нахайяном. |
| 45.  | 3-4 февраля 2016         | Великобритания                | Лондон          | Участие в конференции «Поддержка Сирии и региона», состоявшейся в Лондоне по приглашению Генерального секретаря ООН Пан Ги Муна, премьер-министра Соединённого Королевства Великобритании и Северной Ирландии Дэвида Кэмерона, Канцлера ФРГ Ангелы Меркель, премьер-министра королевства Норвегия Эрны Сульберг и эмира государства Кувейт Сабах аль-Ахмед аль-Джабер ас-Сабаха. |
| 46.  | 23 февраля 2016          | Иран                          | Тегеран         | Встреча один на один с президентом Исламской Республики Иран Хасаном Рухани. |
| 47.  | 15 марта 2016            | Турция                        | Анкара          | Участие в пятом заседании Азербайджано-турецкого совета стратегического сотрудничества высокого уровня, состоявшемся в Анкаре с участием глав государств. |
| 48.  | 30 марта — 1 апреля 2016 | США                           | Вашингтон       | Участие в Саммите по ядерной безопасности. |
| 49.  | 13-15 апреля 2016        | Турция                        | Стамбул         | Участие в XIII Саммите Организации Исламского Сотрудничества. |
| 50.  | 16 мая 2016              | Австрия                       | Вена            | Встреча в с участием Президента Азербайджана Ильхама Алиева, Президента Армении Сержа Саргсяна, государственного секретаря США Джона Керри, министра иностранных дел Российской Федерации Сергея Лаврова, государственного секретаря по европейским делам Франции Арлема Дезира, сопредседателей Минской группы ОБСЕ, специального представителя действующего председателя ОБСЕ. |
| 51.  | 22-23 мая 2016           | Турция                        | Стамбул         | Участие во Всемирном гуманитарном саммите, встреча с Президентом Турции Реджеп Тайип Эрдоганом. |
| 52.  | 6-7 июня 2016            | Германия                      | Берлин          | Участие в открытии Азербайджано-Германского экономического форума в Берлине, встреча с председателем правления форума Хансом-Эберхардом Шлейером и членами организации. |
| 53.  | 20 июня, 2016            | Россия                        | Санкт-Петербург | Встреча с Президентом России Владимиром Путином и Президентом Армении Сержем Саргсяном. |
| 53.  | 7-9 июля 2016            | Польша                        | Варшава         | Участие в саммите НАТО. |
| 54.  | 16 сентября 2016         | Кыргызстан                    | Бишкек          | Участие в очередном заседании Совета глав государств СНГ. |
| 55.  | 9-10 октября 2016        | Турция                        | Стамбул         | Участие в 23-м Всемирном энергетическом конгрессе в Стамбуле, встреча с Президентом Турецкой Республики Реджеп Тайип Эрдоганом. |
| 2017 |                          |                               |                 | |
| 56.  | 16-19 января 2017        | Швейцария                     | Давос           | Участие во Всемирном экономическом форуме. |
| 57.  | 5-6 февраля 2017         | Бельгия                       | Брюссель        | Встреча с президентом Европейского Совета Дональдом Туском в Брюсселе, посещение памятника выдающейся азербайджанской поэтессе Хуршидбану Натаван в городе Ватерлоо. |
| 58.  | 16-17 февраля 2017       | Германия                      | Мюнхен          | Участие в 53-й Мюнхенской конференции по безопасности. |
| 59.  | 26-27 февраля 2017       | Катар                         | Доха            | Встреча с эмиром Государства Катар шейхом Тамимом ибн Хамадом Аль Тани |
| 60.  | 28 февраля — 1 марта     | Пакистан                      | Исламабад       | Встреча с президентом Исламской Республики Пакистан Хусейн Мамнуном. |
| 61.  | 5 марта 2017             | Иран                          | Тегеран         | После завершения переговоров в расширенном составе между Президентом Азербайджанской Республики и Президентом Исламской Республики Иран Хасаном Рухани с участием делегаций состоялась церемония подписания документов с участием глав государств. |
| 62.  | 12-15 марта 2017         | Франция                       | Париж           | Встреча с членами делового совета Французского предпринимательского движения (MEDEF) и президентом Франции Франсуа Олландом. |
| 63.  | 20-21 мая 2017           | Саудовская Аравия             | Эр-Рияд         | Участие в Арабо-исламо-американском саммите |
| 64.  | 26 июня 2017             | Польша                        | Варшава         | Встреча с Президентом Польши Анджеем Дудой. |
| 65.  | 9-10 июля 2017           | Турция                        | Стамбул         | Участие в 22-м Всемирном нефтяном конгрессе. |
| 66.  | 16-18 июля 2017          | Латвия                        | Рига            | Встреча с Президентом Латвии Раймондсом Вейонисом один на один и в расширенном составе с участием делегаций глав государств. |
| 67.  | 21-22 июля 2017          | Россия                        | Сочи            | Встреча с Президентом Российской Федерации Владимиром Путиным в Сочи. |
| 68.  | 9-10 сентября 2017       | Казахстан                     | Астана          | Участие в I-ом Саммите по науке и технологиям Организации исламского сотрудничества. |
| 69.  | 17-21 сентября 2017      | США                           | Нью-Йорк        | Посещение приема, организованного в Нью-Йорке от имени президента Соединённых Штатов Америки Дональда Трампа и его супруги в связи с 72-й сессией Генеральной Ассамблеи ООН. |
| 70.  | 11-12 октября 2017       | Россия                        | Сочи            | Участие в заседании Совета глав государств СНГ. |
| 71.  | 19-20 октября 2017       | Турция                        | Стамбул         | Участие в 9-м саммите Организации экономического сотрудничества (D-8) восьми развивающихся стран в Стамбуле, организованном под девизом «Расширение возможностей посредством сотрудничества». |
| 72.  | 1 ноября 2017            | Иран                          | Тегеран         | Участие в трехстороннем саммите президентов Азербайджана, Ирана и России. |
| 73.  | 23-24 ноября 2017        | Бельгия                       | Брюссель        | Участие в заседании Североатлантического совета НАТО и пленарном заседании саммита Восточного партнерства Европейского Союза. |
| 74.  | 12-13 декабря 2017       | Турция                        | Стамбул         | Участие в чрезвычайном саммите Организации исламского сотрудничества по вопросу Иерусалима, по приглашению Президента Турции Реджеп Тайип Эрдогана. |
| 75.  | 26 декабря 2017          | Россия                        | Москва          | Участие в неформальной встрече глав государств СНГ в Москве. |
| 2018 |                          |                               |                 | |
| 76.  | 22-24 января 2018        | Швейцария                     | Давос           | Участие в ежегодном заседании Всемирного экономического форума. |

## 4-й Президентский срок (2018—2024)

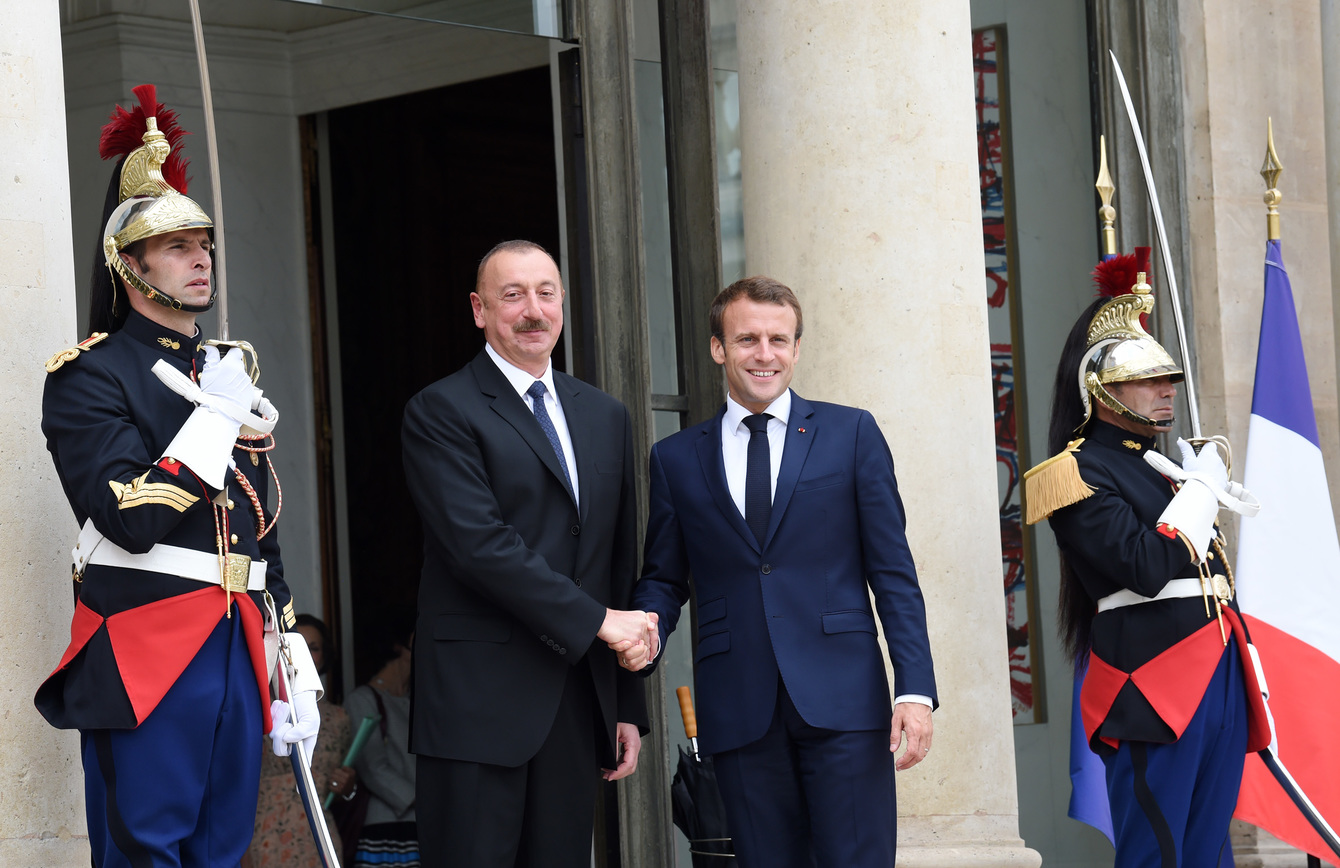
Ильхам Алиев с Эммануэлем Макроном в Париже в июле 2018 года.

Визиты во время 4-го Президентского срока:
| Ряд  | Дата                         | Страна                        | Город           | Цель |
| 2018 |                              |                               |                 | |
| 1.   | 24-25 апреля 2018            | Турция                        | Анкара          | Встреча один на один с Президентом Турецкой Республики Реджепом Тайипом Эрдоганом и участие в 7-м заседании Совета стратегического сотрудничества высокого уровня Азербайджан-Турция, проведенном с участием глав государств.                                              |
| 2.   | 26 апреля 2018               | Великобритания                | Лондон          | Встреча с премьер-министром Соединенного Королевства Великобритании и Северной Ирландии г-жой Терезой Мэй. |
| 3.   | 12 июня 2018                 | Турция                        | Эскишехир       | Участие в торжественной церемонии открытия Трансанатолийского газопровода TANAP в турецком городе Эскишехир. |
| 4.   | 12-14 июня 2018              | Россия                        | Москва          | Встреча с Президентом России Владимиром Путиным. |
| 5.   | 11-12 июля 2018              | Бельгия                       | Брюссель        | Участие в саммите НАТО по приглашению Генерального секретаря НАТО Йенса Столтенберга. |
| 6.   | 19-20 июля 2018              | Франция                       | Париж           | Встреча с Президентом Франции Эммануэлем Макроном. |
| 7.   | 12 августа 2018              | Казахстан                     | Актау           | Участие в V Саммите глав государств Прикаспийского региона. |
| 8.   | 1 сентября 2018              | Россия                        | Сочи            | Встреча с Президентом России Владимиром Путиным. |
| 9.   | 2-3 сентября 2018            | Кыргызстан                    | Чолпон-Ата      | Участие в VI Саммите Совета Сотрудничества тюркоязычных государств. |
| 10.  | 5-6 сентября 2018            | Хорватия                      | Загреб          | Встреча с Президентом Хорватии г-жой Колиндой Грабар-Китарович. |
| 10.  | 28-29 сентября 2018          | Таджикистан                   | Душанбе         | Заседание Совета глав государств СНГ в узком составе. |
| 11.  | 19 октября 2018              | Турция                        | Измир           | Участие в церемонии открытия нефтеперерабатывающего завода «Star» в Измире. |
| 12.  | 18-19 ноября 2018            | Беларусь                      | Минск           | Встреча один на один с Президентом Республики Беларусь Александром Лукашенко, подписание азербайджано-белорусских документов. |
| 13.  | 21-22 ноября 2018            | Туркменистан                  | Ашхабад         | Встреча один на один с президентом Туркменистана Гурбангулы Бердымухамедовым, подписание азербайджано-туркменских документов. |
| 14.  | 6 декабря 2018               | Россия                        | Москва          | Участие в неформальном саммите глав государств СНГ по приглашению Президента России Владимира Путина. |
| 2019 |                              |                               |                 | |
| 15.  | 21-23 января 2019            | Швейцария                     | Давос           | Участие в ежегодном заседании Всемирного экономического форума. |
| 16.  | 28-30 марта 2019             | Австрия                       | Вена            | Встреча в Вене с вице-канцлером Австрийской Республики Хайнцем-Кристианом Штрахе и премьер-министром Армении Николом Пашиняном для обсуждения урегулирования армяно-азербайджанского конфликта.                                                                            |
| 17.  | 24-27 апреля 2019            | Китай                         | Пекин           | Участие во 2-м Международном форуме «Один пояс, один путь» по приглашению Председателя Китайской Народной Республики. |
| 18.  | 13-14 мая 2019               | Бельгия                       | Брюссель        | Встреча в Брюсселе с королем Бельгии Филиппом и президентом Европейского совета Дональдом Туском. |
| 19.  | 2-3 октября 2019             | Россия                        | Сочи            | Встреча с Президентом России Владимиром Путиным. |
| 20.  | 10-11 октября 2019           | Туркменистан                  | Ашхабад         | Участие в заседании Совета глав государств СНГ. |
| 21.  | 20 декабря 2019              | Россия                        | Санкт-Петербург | Участие в неформальной встрече глав государств СНГ. |
| 2020 |                              |                               |                 | |
| 22.  | 20-24 января 2020            | Швейцария                     | Давос           | Участие в ежегодном заседании Всемирного экономического форума. |
| 23.  | 14-15 февраля 2020           | Германия                      | Мюнхен          | Участие в 56-й Мюнхенской конференции по безопасности. |
| 24.  | 19-22 февраля 2020           | Италия                        | Рим             | Встреча один на один с Президентом Италии Серджо Маттареллой и расширенная встреча с участием президентов и делегаций Азербайджана и Италии. |
| 2021 |                              |                               |                 | |
| 25.  | 11 января 2021               | Россия                        | Москва          | Рабочий визит в Россию по приглашению Президента Российской Федерации Владимира Путина. |
| 26.  | 20 июля 2021                 | Россия                        | Москва          | Rusiya Federasiyasının Prezidenti Vladimir Putinin dəvəti ilə Rusiyaya işgüzar səfər |
| 27.  | 11-13 ноября 2021            | Турция                        | Стамбул         | Участие в VIII Саммите Совета сотрудничества тюркоязычных государств. |
| 28.  | 26 ноября 2021               | Россия                        | Сочи            | Рабочий визит в Сочи, по приглашению Президента России Владимира Путина. |
| 29.  | 28 ноября 2021               | Туркменистан                  | Ашхабад         | Участие в 15-м саммите Организации экономического сотрудничества (ОЭС). |
| 30.  | 13-15 декабря 2021           | Бельгия                       | Брюссель        | Участие в 6-м саммите Программы Восточного партнерства Европейского Союза. |
| 30.  | 28 декабря 2021              | Россия                        | Санкт-Петербург | Участие в неформальной встрече глав государств СНГ. |
| 2022 |                              |                               |                 | |
| 31.  | 14 января 2022               | Украина                       | Киев            | Встреча с президентом Украины Владимиром Зеленским. |
| 32.  | 21-23 февраля 2022           | Россия                        | Москва          | Официальный визит в Российскую Федерацию по приглашению Президента России Владимира Путина. |
| 33.  | 10 марта 2022                | Турция                        | Анкара          | Рабочий визит в Турцию по приглашению Президента Турции Реджеп Тайип Эрдогана. |
| 34.  | 6 апреля 2022                | Бельгия                       | Брюссель        | Рабочий визит по приглашению Председателя Европейского Совета Шарля Мишеля. |
| 35.  | 14 мая 2022                  | Турция                        | Ешилькёй        | Рабочий визит по приглашению Президента Турции Реджепа Тайипа Эрдогана. |
| 36.  | 22 мая 2022                  | Бельгия                       | Брюссель        | Рабочий визит в Брюссель по приглашению Председателя Европейского Совета Шарля Мишеля. |
| 37.  | 21-22 июня 2022              | Узбекистан                    | Ташкент         | Участие в расширенной встрече президентов Азербайджана и Узбекистана, подписание азербайджано-узбекских документов. |
| 38.  | 29 июня 2022                 | Туркменистан                  | Ашхабад         | Участие в VI Саммите глав государств Прикаспийских государств. |
| 39.  | 9-10 августа 2022            | Турция                        | Конья           | Участие в церемонии открытия V Игр исламской солидарности, состоявшихся в Конье. |
| 40.  | 31 августа 2022              | Бельгия                       | Брюссель        | Встреча с председателем Европейского совета Шарлем Мишелем и премьер-министром Армении Николом Пашиняном. |
| 41.  | 31 августа — 2 сентября 2022 | Италия                        | Рим             | Рабочий визит в Рим по приглашению Президента Итальянской Республики Серджо Маттареллы. |
| 42.  | 15-16 сентября 2022          | Узбекистан                    | Ташкент         | Участие в Саммите государств-членов Шанхайской организации сотрудничества по приглашению Президента Республики Узбекистан Шавката Мирзиёева. |
| 43.  | 30 сентября — 1 октября 2022 | Болгария                      | София           | Встреча с Президентом БолгариИ Руменом Радевым. |
| 44.  | 6 октября 2022               | Чехия                         | Прага           | Участие в саммите «Европейское политическое единство» по приглашению президента Европейского совета Шарля Мишеля и премьер-министра Чехии Петра Фиалы. |
| 45.  | 7 октября 2022               | Россия                        | Санкт-Петербург | Участие в неформальной встрече глав государств СНГ. |
| 46.  | 11-12 октября 2022           | Кыргызстан                    | Бишкек          | Участие в расширенном заседании Первого Межгосударственного Совета между Азербайджаном и Кыргызстаном, встреча с Президентом Кыргызстана Садыром Жапаровым. |
| 47.  | 12-14 октября 2022           | Кахахстан                     | Астана          | Участие в VI саммите Совещания по взаимодействию и мерам доверия в Азии и встрече глав государств СНГ. |
| 48.  | 24 октября 2022              | Грузия                        | Тбилиси         | Рабочий визит в Грузию. |
| 49.  | 31 октября 2022              | Россия                        | Сочи            | Двусторонняя встреча Президента Азербайджана и Президента России Владимира Путина в Сочи. |
| 50.  | 1 ноября 2022                | Алжир                         | Алжир           | Участие в 31-м саммите Лиги Арабских государств в Алжире. |
| 51.  | 10-11 ноября 2022            | Узбекистан                    | Ташкент         | Участие в 9-м саммите Организации тюркских государств. |
| 52.  | 15 ноября 2022               | Албания                       | Тирана          | Встреча один на один с Президентом Албании Байрамом Бегаем |
| 53.  | 23 ноября 2022               | Сербия                        | Белград         | Встреча один на один и в расширенном составе с президентом Сербии Александром Вучичем, подписание азербайджано-сербских документов. |
| 54.  | 14 декабря 2022              | Туркменистан                  | Туркменбаши     | Участие в Первом трехстороннем саммите глав государств Азербайджана, Турции и Туркменистана в городе Туркменбаши. |
| 55.  | 17 декабря 2022              | Румыния                       | Бухарест        | Участие в закрытом пленарном заседании, состоявшемся в Бухаресте, где состоялась церемония подписания «Соглашения о стратегическом партнерстве в области развития и передачи зелёной энергии между правительствами Азербайджанской Республики, Грузии, Румынии и Венгрии». |
| 56.  | 26 декабря 2022              | Россия                        | Санкт-Петербург | Участие в заседании Совета глав государств СНГ. |
| 2023 |                              |                               |                 | |
| 57.  | 15-16 января 2023            | Объединённые Арабские Эмираты | Абу-Даби        | Рабочий визит в Объединенные Арабские Эмираты по приглашению Президента Объединённых Арабских Эмиратов Мухаммада ибн Заида Аль Нахайяна. |
| 58.  | 17-18 января 2023            | Швейцария                     | Давос           | Участие в ежегодном заседании Всемирного экономического форума. |
| 59.  | 29-30 января 2023            | Венгрия                       | Будапешт        | Встреча один на одинс президентом Венгрии Каталин Новак. |
| 60.  | 17-19 февраля 2023           | Германия                      | Мюнхен          | Визит в Германию для участия в 59-й Мюнхенской конференции по безопасности. |
| 61.  | 25 февраля 2023              | Турция                        | Стамбул         | Встреча с Президентом Турецкой Республики Реджеп Тайип Эрдоганом. |
| 62.  | 13-14 марта 2023             | Германия                      | Берлин          | Встреча один на один с канцлером Германии Олафом Шольцем и руководителями ведущих немецких компаний. |
| 63.  | 15 марта 2023                | Турция                        | Анкара          | Визит в Турцию для участия в Чрезвычайном саммите глав государств Организации тюркских государств. |
| 64.  | 5-6 апреля 2023              | Таджикистан                   | Душанбе         | Подписание документов по итогам расширенной встречи президентов Азербайджана и Таджикистана. |
| 65.  | 10 апреля 2023               | Казахстан                     | Астана          | Подписание азербайджано-казахстанских документов по итогам расширенной встречи Президентов Азербайджана и Казахстана. |
| 66.  | 13 апреля 2023               | Босния и Герцеговина          | Сараево         | Подписание «Совместной декларации о стратегическом партнерстве между Азербайджанской Республикой и Боснией и Герцеговиной» между Президентом Азербайджанской Республики и Председателем Президиума Боснии и Герцеговины г-жой Желькой Цвиянович.                           |
| 67.  | 25 апреля 2023               | Болгария                      | София           | Встреча один на один с президентом Болгарии Руменом Радевым. |
| 68.  | 29 апреля 2023               | Турция                        | Стамбул         | Участие и выступление на фестивале аэрокосмической техники и технологий «TEKNOFEST». |
| 69.  | 13 мая 2023                  | Бельгия                       | Брюссель        | Рабочий визит президента Ильхама Алиева в Королевство Бельгия. |
| 70.  | 21-22 мая 2023               | Литва                         | Вильнюс         | Встреча в узком составе с Президентом Литвы Гитанасом Науседой. |
| 71.  | 25 мая 2023                  | Россия                        | Москва          | Рабочий визит в Москву по приглашению Президента России Владимира Путина. |
| 72.  | 31 мая-1 июня 2023           | Молдова                       | Кишинев         | Визит в Республику Молдова для участия во 2-м саммите «Европейского политического союза». |
| 73.  | 3 июня 2023                  | Турция                        | Анкара          | Рабочий визит в Анкару для участия в церемонии инаугурации Президента Турции Реджеп Тайип Эрдогана. |
| 74.  | 14-15 июля 2023              | Бельгия                       | Брюссель        | Рабочий визит в Бельгию по приглашению председателя Европейского Совета Шарля Мишеля. |
| 75.  | 20-21 августа 2023           | Венгрия                       | Будапешт        | Рабочий визит в Будапешт по приглашению премьер-министра Венгрии Виктора Орбана. |
| 76.  | 14-15 сентября 2023          | Таджикистан                   | Душанбе         | Участие в качестве почетного гостя в 5-й Консультативной встрече глав государств Центральной Азии по приглашению Президента Республики Таджикистан Эмомали Рахмона. |
| 77.  | 12-13 октября 2023           | Кыргызстан                    | Бишкек          | Участие в заседании Совета глав государств СНГ. |
| 78.  | 2-3 ноября 2023              | Казахстан                     | Астана          | Участие в 10-м юбилейном саммите Организации тюркских государств на тему «Тюркский век». |
| 79.  | 8-9 ноября 2023              | Узбекистан                    | Ташкент         | Участие в 16-м саммите Организации экономического сотрудничества. |
| 80.  | 30 ноября — 2 декабря 2023   | Объединённые Арабские Эмираты | Дубай           | Участие во Всемирном саммите по действиям в области изменения климата, который будет организован в рамках 28-й сессии Конференции Сторон Рамочной конвенции ООН об изменении климата — COP28.                                                                              |
| 81.  | 26 декабря 2023              | Россия                        | Санкт-Петербург | Участие в неформальной встрече глав государств СНГ. |

## 5-й Президентский срок (2024 — настоящее время)
Визиты во время 5-го Президентского срока:
| Ряд  | Дата               | Страна                        | Город         | Цель |
| 2024 |                    |                               |               | |
| 1.   | 16 февраля 2024    | Германия                      | Мюнхен        | Участие в 60-й Мюнхенской конференции по безопасности. |
| 2.   | 18-19 февраля 2024 | Турция                        | Анкара        | Официальный визит. |
| 3.   | 22 апреля 2024     | Россия                        | Москва        | Рабочий визит в Москве по приглашению Президента России Владимира Путина. |
| 4.   | 25-26 апреля 2024  | Германия                      | Берлин        | Рабочий визит по приглашению Федерального канцлера Германии Олафа Шольца, для участия в сегменте высокого уровня «15-го Петербургского климатического диалога». |
| 5.   | 7-8 июня 2024      | Египет                        | Каир          | По приглашению Президента Арабской Республики Египет Абдель Фаттаха ас-Сиси Ильхам Алиев принял участие в официальном визите в Египет, где состоялась церемония подписания азербайджано-египетских документов. |
| 6.   | 10 июня 2024       | Турция                        | Анкара        | Рабочий визит в Анкару по приглашению Президента Турецкой Республики Реджеп Тайип Эрдогана. |
| 7.   | 3-4 июля 2024      | Казахстан                     | Астана        | Визит в Астану по приглашению Президента Казахстана Касым-Жомарт Токаева для участия в саммите Шанхайской организации сотрудничества. |
| 8.   | 11-12 июля 2024    | Пакистан                      | Исламабад     | Государственный визит в Исламскую Республику Пакистан. |
| 9.   | 18 июля 2024       | Великобритания                | Оксфорд       | По приглашению премьер-министра Соединённого Королевства Великобритании и Северной Ирландии Киры Стармера Ильхам Алиев посетил Великобританию с рабочим визитом для участия в 4-м саммите «Европейского политического союза». |
| 10.  | 8-9 августа 2024   | Казахстан                     | Астана        | Президент Азербайджанской Республики Ильхам Алиев по приглашению Президента Казахстана Касым-Жомарта Токаева принял участие во встрече глав государств Центральной Азии и Азербайджанской Республики. |
| 11.  | 22-23 августа 2024 | Узбекистан                    | Ташкент       | Государственный визит в Узбекистан, в где состоялась церемония подписания азербайджано-узбекских документов с участием Президента Азербайджана Ильхама Алиева и Президента Узбекистана Шавката Мирзиёева. |
| 12.  | 4-5 сентября 2024  | Италия                        | Рим           | Рабочий визит в Италию по приглашению Президента Итальянской Республики Серджо Маттареллы. |
| 13.  | 7-8 октября 2024   | Россия                        | Москва        | Визит в Россию для участия в заседании Совета глав государств СНГ. |
| 14.  | 5-6 ноября 2024    | Кыргызстан                    | Бишкек        | Рабочий визит в Кыргызстан для участия в 11-м саммите глав государств Организации тюркских государств. |
| 2025 |                    |                               |               | |
| 15.  | 13 января 2025     | Объединённые Арабские Эмираты | Абу-Даби      | Рабочий визит в Объединённые Арабские Эмираты по приглашению президента Объединённых Арабских Эмиратов шейха Мухаммада ибн Заида Аль Нахайяна. |
| 16.  | 20-22 января 2025  | Швейцария                     | Давос         | Участие во Всемирном экономическом форуме. |
| 17.  | 5-6 марта 2025     | Турция                        | Анкара        | Рабочий визит в Турцию по приглашению Президента Турецкой Республики Реджеп Тайип Эрдогана. |
| 18.  | 10-12 апреля 2025  | Турция                        | Анталья       | Рабочий визит в Турцию по приглашению Президента Турции Реджеп Тайип Эрдогана для участия в IV Анталийском дипломатическом форуме, встреча Президента Азербайджанской Республики Ильхама Алиева с генеральным секретарем Совета Европы Аленом Берсе.                                                                                                   |
| 19.  | 22-24 апреля 2025  | Китай                         | Пекин         | Государственный визит в Китайскую Народную Республику. Встреча с Председателем Китая Си Цзиньпином и другими официпльными лицами. Подписаны азербайджано-китайские документы, в том числе Совместное заявление между Азербайджанской Республикой и Китайской Народной Республикой об установлении отношений всестороннего стратегического партнерства. |
| 20.  | 15-16 мая 2025     | Албания                       | Тирана        | Рабочий визит в столицу Албании Тирану, по приглашению премьер-министра Республики Албания Эди Рамы и президента Совета Европейского Союза Антониу Кошты для участия в 6-м саммите Европейского политического сообщества. |
| 21.  | 20-21 мая 2025     | Венгрия                       | Будапешт      | Рабочий визит Ильхама Алиева в Венгрию, встреча с премьер-министром Венгрии Виктором Орбаном, участие в неформальном заседаним Совета глав государств Организации тюркских государств. |
| 22.  | 19 июня 2025       | Турция                        | Кахраманмараш | Рабочий визит в Турцию, встреча с президентом Турции Реджеп Тайип Эрдоганом, участие в церемонии открытия «Азербайджанского квартала». |
| 23.  | 9-10 июля 2025     | Объединённые Арабские Эмираты | Абу-Даби      | Рабочий визит Президента Азербайджанской Республики Ильхама Алиева в Объединённые Арабские Эмираты. Встреча с Президентом ОАЭ шейхом Мухаммедом бен Заидом Аль Нахайяном. Подписание Соглашения о всеобъемлющем экономическом партнерстве между Правительством Азербайджанской Республики и Правительством Объединённых Арабских Эмиратов.             |
| 24.  | 7-9 августа 2025   | США                           | Вашингтон     | Ильхам Алиев по приглашению Президента Соединенных Штатов Америки Дональда Трампа прибыл с рабочим визитом в Вашингтон. Подписан Меморандум о взаимопонимании между Правительством Азербайджанской Республики и Правительством Соединенных Штатов Америки.                                                                                             |